# Hristo Popov
Hristo Račev Popov (Kara Arnaut, 25. lipnja 1859. – Sofija, 27. lipnja 1941.) je bio bugarski general i vojni zapovjednik. Tijekom Prvog svjetskog rata zapovijedao je 6. bdinskom pješačkom divizijom na Balkanskom, Solunskom i Rumunjskom bojištu.

## Obitelj
Hristo Popov je rođen 25. lipnja 1859. u selu Kara Arnaut (sada Goljam Izvor) u okrugu Razgrad. Bio je oženjen s Dimitrom s kojom je imao dvije kćeri Zdravku i Božanu. Zdravka je bila udana za pravnika Dimitra Angelova Pečenjakova, dok je Božana bila udana za poznatog sofijskog liječnika dr. Nikolu Vasileva.

## Vojna karijera
Popov je u bugarsku vojsku stupio u kolovozu 1878. godine. Vojnu školu u Sofiji završio je 1882. godine, a te iste godine u kolovozu promaknut je u čin potporučnika. Od te godine nalazi se na službi u 22. pješačkoj satniji nakon čega služi u 22. pješačkoj satniji. Čin poručnika dostiže u kolovozu 1885., u čin satnika promaknut je u siječnju 1887., dok je u čin bojnika unaprijeđen u veljači 1892. godine. U siječnju 1899. promaknut je u čin potpukovnika, dok od iduće, 1900. godine, zapovijeda satnijom u 19. pješačkom puku. Nakon toga služi u 7. pješačkom puku, da bi u siječnju 1904. bio unaprijeđen u čin pukovnika. Godine 1909. imenovan je zapovjednikom 2. brigade 9. plevenske pješačke divizije kojom zapovijeda tijekom Balkanskih ratova.

## Prvi svjetski rat
Godine 1915. Popov postaje zapovjednikom 2. brigade 6. bdinske divizije. Zapovijedajući istom u sastavu 1. armije sudjeluje u invaziji na Srbiju i nakon toga u borbama na Solunskom bojištu. Iduće, 1916. godine, u siječnju, unaprijeđen je u čin general bojnika, te je imenovan zapovjednikom 6. bdinske pješačke divizije. Navedena divizija nalazila se u sastavu bugarske 3. armije, te s istom, nakon ulaska Rumunjske u rat, sudjeluje u Bitci za Turtucaiau i borbama u Dobrudži.

## Poslije rata
Nakon završetka rata Popov je u lipnju 1919. promaknut u čin general poručnika. Preminuo je 27. lipnja 1941. u 83. godini života u Sofiji.

## Vanjske poveznice
(bug.) Hristo Popov na stranici Electronic-library.org

(bug.) Hristo Popov na stranici Boinaslava.net